# Pica de l'Afganistan
La pica de l'Afganistan (Ochotona rufescens) és una espècie de pica de la família dels ocotònids que viu a l'Afganistan, Armènia, l'Iran, el Pakistan i el Turkmenistan.